# Тузкёль
Тузкёль (кирг. Туз-Көл — солёное озеро) — это самое солёное озеро в Кыргызстане. Расположено на южном берегу озера Иссык-Куль в горном обрамлении Тескей-Ала-Тоо (1609 м над уровнем моря), в 73 км от Балыкчи, в 1 км от береговой полосы. Длина береговой линии озера 1500 метров. Глубина — 11 метров. Площадь зеркала 86 га. Солёность воды достигает 65 г/л (по другим данным — 132 г/л). Его солёность меняется по сезонам года и может достигать 236 г/л. Дорога к солёному озеру лежит сразу за селом Кара Коо, вдоль реки Актерек. Озеро лежит в углублении, отрезанном от озера Иссык-Куль холмами, скалами и песчаными насыпями.